# Старе Козуби
Старе Козуби (пол. Stare Kozuby) — село в Польщі, у гміні Сендзейовиці Ласького повіту Лодзинського воєводства.
У 1975-1998 роках село належало до Серадзького воєводства.